# أرسون (حيوان)
أُرْسُون جنس حيوانات لبونة قاضمة من فصيلة شيهميات العالم الجديد والوحيدة من عائلتها التي توجد شمال جنوب المكسيك . شيهم أمريكا الشمالية هو النوع الوحيد الموجود، ولكن العديد من الأقارب المنقرضين معروفون ، أقدمها يعود إلى أواخر العصر الجليدي .  دخلت Porcupines أمريكا الشمالية خلال التبادل الأمريكي العظيم بعد أن ارتفع برزخ بنما قبل 3 ملايين سنة.

## الوصف[2]
أجسامها ضخمة، رؤوسها غليظة، مقاضمها مقطوعة. آذانها مستترة بالهلب، خناباتها صغيرة صمامية المنشق، جرامزها الأمامية رباعية الأصابع والخلفية خماسية، أظافرها قوية متسطيلة. أذنابها قصيرة كاسية لا أخاذة. أعرف أنواعها شيهم أمريكا الشمالية.